# Elien Ruysschaert
Elien Ruysschaert (28 juli 1992) is een Belgisch voormalig volleybalster.

## Levensloop
Ruysschaert begon met volleyballen bij VC Vosselaar en sloot vervolgens aan bij het beloftenteam. In 2010 ging ze aan de slag bij VDK Gent en hierop aansluitend bij VC Oudegem. Met deze club won ze in 2013 de Beker van België. Later was ze actief bij Hermes Volley Oostende, Volley Michelbeke en VT Lendelede.
Daarnaast was ze actief bij het Belgisch beloftenteam, waarmee ze een gouden medaille behaalde op de Jeugdolympiade van 2010 en het Europees kampioenschap (U19) van 2009 Eveneens in 2009 behaalde ze een bronzen medaille op het wereldkampioenschap (U19).
Ook was ze actief in het beachvolleybal. Samen met haar zus Britt behaalde ze onder meer in 2018 zilver op het Belgisch kampioenschap beachvolleybal.
Ook haar partner Anshel Ver Eecke is actief in het volleybal.